# Öskemen

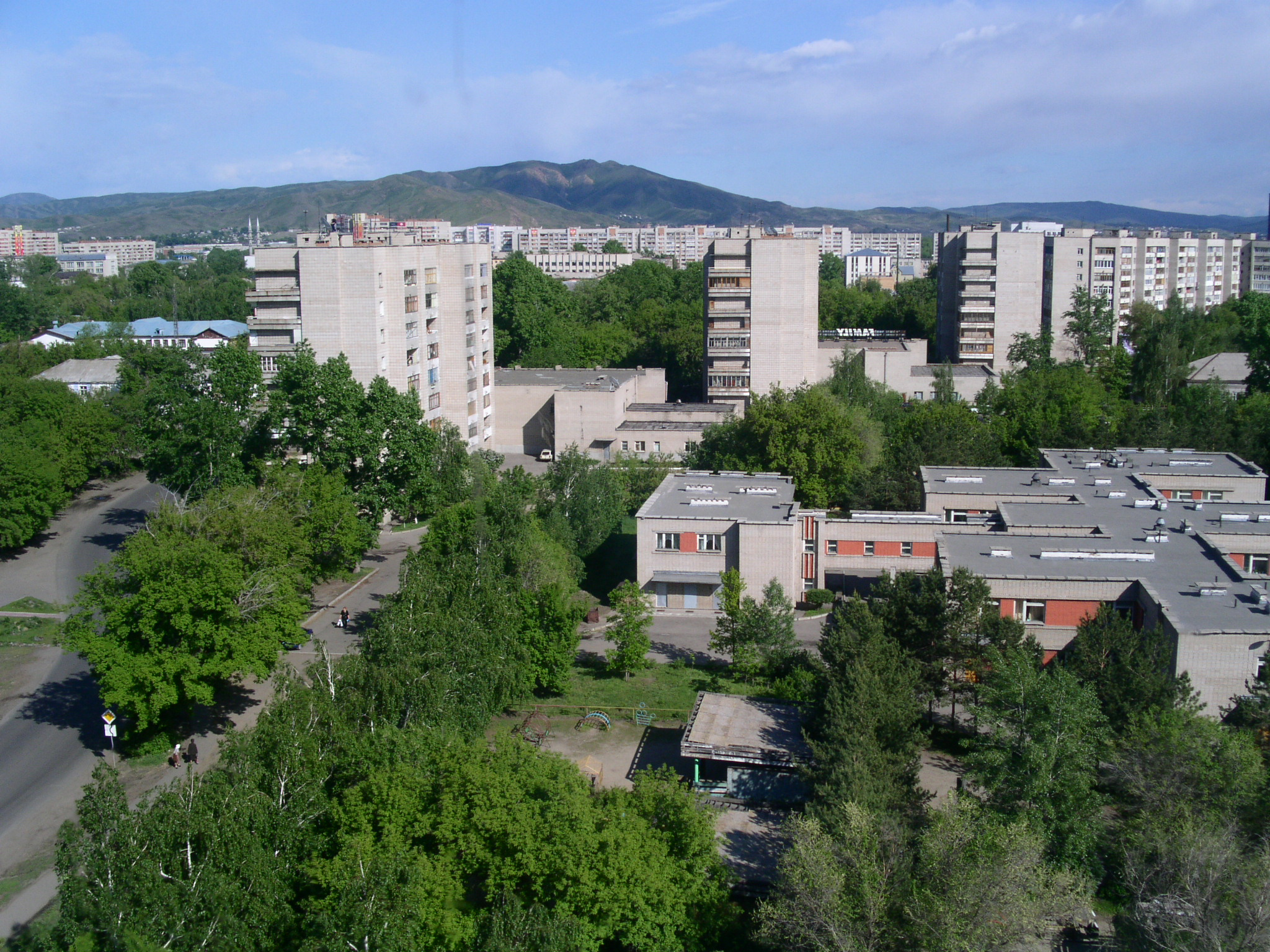
Utsikt över Öskemen.

Öskemen (kazakiska: Өскемен), tidigare: Ust-Kamenogorsk (ryska: Усть-Каменого́рск) är en stad i regionen Östkazakstan i nordöstra Kazakstan. Staden har cirka 329 000 invånare (2017). Den ligger vid floden Irtysj och vid Altajbergens fot. Sedan andra världskriget har stadens näringsliv präglats av metallurgisk industri. Uppströms längs floden ligger ett vattenkraftverk.
Öskemen grundades år 1720 som en rysk befästning och ingick i guvernementet Semipalatinsk från 1868. Sedan 1939 är staden huvudort i oblastet Östkazakstan.